# Petchia
Petchia es un género de fanerógamas de la familia Apocynaceae. Contiene ocho especies. Es originario de África y Asia en Camerún, Comoras, Madagascar y Sri Lanka.

## Taxonomía
El género  fue descrito por Livera y publicado en Annals of the Royal Botanic Gardens. Peradeniya 10: 140. 1926.

## Especies aceptadas
A continuación se brinda un listado de las especies del género Petchia aceptadas hasta octubre de 2013, ordenadas alfabéticamente. Para cada una se indica el nombre binomial seguido del autor, abreviado según las convenciones y usos. 
- Petchia africana Leeuwenb.
- Petchia ceylanica Livera
- Petchia cryptophlebia (Baker) Leeuwenb.
- Petchia erythrocarpa (Vatke) Leeuwenb.
- Petchia humbertii (Markgr.) Leeuwenb.
- Petchia madagascariensis (A.DC.) Leeuwenb.
- Petchia montana (Pichon) Leeuwenb.
- Petchia plectaneiifolia (Pichon) Leeuwenb.